# كلود غاي
كلود غاي (بالفرنسية: Claude Gay)‏ هو عالم طبيعي وعالم نبات فرنسي، ولد في 18 مارس 1800 في دراغينيان في فرنسا، وتوفي في 29 نوفمبر 1873 في Flayosc ‏ في فرنسا.